# リアルタイムキネマティック

RKTの概要図。測位衛星と基準点（ベース）の位置情報を利用し移動局（ローバー）の正確な位置が判明する

リアルタイムキネマティック（英語：Real-time kinematic, RTK）とは、地上の既知座標点上に設けた基準局と測位を行う移動局とで同時に観測した搬送波位相情報に含まれる誤差が共通であることを利用し、衛星測位システム（GNSS）の測位誤差を軽減し測位位置精度を上げる技術である。RTK-GNSSと表記されることもある。
相対測位の一種であり、既知点である基準局からRTK測位を行う移動局への3次元ベクトルを精密に求めることでセンチメータレベルの移動局の位置座標を求めることができる。この測定技術は主に測量で用いられており、測位精度が高いため無人航空機や農業用自動運転車などにも応用が進んでいる。

## 仕組み
RTK測位は以下の考え方に基づいている。
- GNSS測位の際の誤差は10km～20km程度の近い場所ではほぼ一定の値をとるので、2つの受信機の観測データの差分を取ると誤差は消去される。ここで、消去される誤差は、衛星クロック誤差、衛星軌道誤差、電離圏遅延、対流圏遅延である。
- コードによる距離測定より搬送波位相による距離測定の方が精度が高い。コードによる誤差が1m程度であるのに対し、搬送波位相による誤差は5mm程度である。ただし、搬送波位相による距離測定を行うためには整数アンビギュイティの解決が必要である。整数アンビギュイティとは搬送波のサイクル数の整数部分の不確定性を言う。

2つの受信機AとBで同時に観測した衛星1に関する観測データの差分を取ると（一重差分）、衛星クロック誤差、衛星軌道誤差、電離圏遅延、対流圏遅延はほぼ共通であるため消去することができる。さらに衛星1に関する一重差分と衛星2に関する一重差分との差分（二重差分）をとると受信機クロックの誤差も消去される。こうして得られた方程式に含まれる搬送波サイクルの整数部分を求める（整数アンビギュイティを解決する）ことで搬送波に基づく測位を行う。方程式を解く際に始めに搬送波サイクルの整数部分を整数値ではなく実数値として求める。これをフロート解と呼ぶ。次に得られた実数値を基に最適な整数値を求める。これをフィックス解と呼ぶ。

## 構成

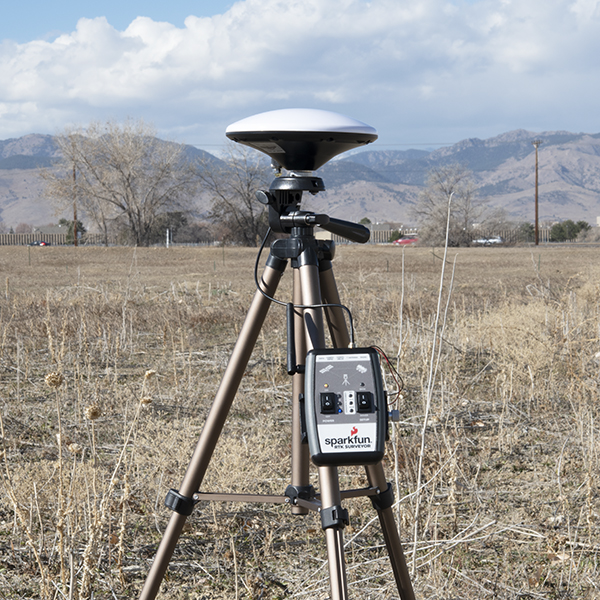
セットアップ中の基地局（基準点）

実際のRTKシステムでは、1台の固定基地局と複数の移動局が使用される。基地局が観測した搬送波位相情報を含む補正情報を移動局へ送信し、移動局が自身の位相測定値と固定基地局から受信した位相積算値を比較する。固定局から移動局への補正信号の送信方法にはいくつかあり、リアルタイムで低コストな信号伝送を実現する最も一般的な方法としては、UHF帯周波数のモデムを使用する方法がある。このことから、大半の国では特定の周波数がRTK用に割り振られている。また、大半の陸上測量機器には、標準オプションとしてUHF帯の無線モデムが内蔵されている。RTKは、基地局から約20kmまでの範囲内で精度を向上させることが可能である。
一般的な受信機による公称精度は、水平方向に8mm ±1ppm（RMS）、垂直方向に15mm ±1ppm（RMS）である

## RTKネットワーク
連続観測基準点（Continuously Operating Reference Station, CORS）ネットワークは、通常インターネット接続を介し、補正情報を送信する種類のRTK基地局のネットワークとなる。CORSでは、複数の局が正しい位置を示すことで、単一基地局の誤った初期化を防ぐことに繋がるため、CORSネットワークでは精度が向上する。日本の電子基準点もCORSの一種である。電子基準点のリアルタイム観測データ等を利用してRTK測位を行う方法を特にネットワーク型RTKと呼ぶ。日本では全国1,300箇所の電子基準点があり、ソフトバンクによる独自基準点も3,300箇所設けられているため、利用者が独自の基準局を設けなくてもRTK測位が行える。仮想基準点ネットワーク（Virtual Reference Network, VRN）でも同様に、基地局の代わりに仮想基準局（Virtual Reference Station, VRS）を使用することで、基地局が無くても精度を高めることが可能である。仮想基準点方式のネットワークRTKでは数10km間隔の複数基準点のGNSSリアルタイムデータを連続的に取得し、それらの基準点で得られたデータを処理することで，あたかも移動局観測点の近くに基準点があるかのようなデータを作成し送信することができる。